# Conostigmus cursitans
Conostigmus cursitans is een vliesvleugelig insect uit de familie van de Megaspilidae. De wetenschappelijke naam van de soort is voor het eerst geldig gepubliceerd in 1834 door Nees von Esenbeck.